# Vasile Șuteu
Vasile Șuteu (n. 1876, Năsăud – d. 1938, București) a fost un profesor român de germană și latină, precum și directorul Liceului „Cantemir Vodă” din București între anii 1910 si 1938.
Vasile Șuteu, născut în anul 1876, a absolvit cursurile Liceului Grăniceresc din Năsăud, apoi cursurile Școlii Normale Superioare din București și Facultatea de Filozofie la Universitatea din Halle (Germania). A funcționat ca profesor, de la 1900, iar de la 1910 profesor și director al Liceului „Cantemir Vodă” din București. A făcut războiul Unirii cu gradul de căpitan și a fost decorat de trei ori. După război a fost numit inspector general al Școlilor normale pregătitoare din Moldova și apoi director al coloniei de învățători-ofițeri la Bâlca, Bacău. A fost și membru în comisia de evaluare a manualelor pentru școlile secundare.
Profesorul Vasile Șuteu a fost unul din principalii întemeietori ai cercetășiei în Vechiul Regat, alături de Gheorghe Munteanu-Murgoci și C. Nedelcu.